# 蘇菲·馬修
蘇菲·馬修（法語：Sophie Massieu；1975年2月8日—）是一名法國的新聞從業員，以及行腳電視節目《你是我的眼》主持人。

## 生平
她的父親是一名農夫，她在出生時就被判定失明。她一開始住在雷托维尔在家自學，然後她到瑟堡-奥克特维尔當時剛開辦的兒童盲人學校就讀，最後再到皇家青少年盲人學校。她的身體障礙並未影響她的學習之路：大學預科班（文學與人文）、巴黎政治学院，以及在1998年進入位在巴黎的記者訓練中心。
她在2000年成為專業記者，她曾經是一名在雜誌撰文的獨立自由作家，在四年內成為《Faire Face》雜誌的主編，之後她累積電台主持節目的經驗，以及主持電視節目。2012年，她完成了每部26分鐘共40部的記錄片，也就是行腳電視節目《你是我的眼》，她在10個月內共參訪了23國，她在2014年獲頒《Trofémina》獎項。

## 著作
- Quand bien même je verrais (avec Florence Montreynaud), éd. Nil, 1998
- Le Journaliste, responsable pas coupable ? (avec Michel Honorin), éd. Mango, 2001
- La Mémoire, architecte de l'homme ? (avec Soline Roy et Marie-Anne Lapie), éd. Mango, 2002
- Il n'y a que braille qui m'aille, éd. , 2003
- La Tête de l'emploi, éd. Vie & Cie, 2004

## 外部連結
- 蘇菲·馬修在互联网电影资料库（IMDb）上的資料（英文）